# Tutanhamon
Tutanhamon (másik elterjedt írásmód szerint Tutankhamon, uralkodói nevén Nebheperuré; i. e. 1342 körül – i. e. 1324) az ókori Egyiptom XVIII. dinasztiájának egyik utolsó fáraója, egyes feltételezések szerint Ehnaton fia. Mivel fiatalon került trónra, helyette más nagy hatalmú személyek, mint pl.: Ay és Horemheb irányították az országot. Uralma alatt kezdődött Egyiptom Amarna-reform utáni restaurációja.
Történelmi szempontból mérsékelten fontos uralkodó volt. Hírneve nagyrészt annak köszönhető, hogy sírja, a Királyok völgye 62, amit 1922-ben fedeztek fel Howard Carter vezetésével, az egyetlen teljes épségben megmaradt fáraósír, az egyetemes régészet legnagyobb szenzációja. Múmiája most is ott található, kincsei az Egyiptomi Régiségek Múzeumába kerültek Kairóba. Aranymaszkja, valamint kincsei közül jó néhány világszerte ismert műtárgy és az ókori egyiptomi mesterek rendkívüli tudományát bizonyítják.

## Nevének változatai
Születésekor Tutanhatonnak hívták („Aton élő képmása”). Neve előfordul Tutanhuaton alakban is. Uralkodása első éveiben – Aton napisten egyedülálló kultuszának felszámolása és a régi istenek, köztük Ámon tiszteletének helyreállítása idején – nevét Tutanhamonra változtatta, ma ezen a néven a legismertebb. Uralkodói neveit a Titulatúra fejezet tárgyalja.
Valószínűleg ő az a fáraó, akit Manethón Rathotisz néven említ; ez prenomene és nomene, a Neb-heperu-Ré-Tut-anh-amonból eredhet. A Manethón által említett Rathotisz kilenc évig uralkodott (ami nagyjából megfelel Tutanhamon uralkodása hosszának).
Az Amarna-levelekben és egyéb ékírásos dokumentumokban többször említenek egy Nipḫururiyaš vagy Nibḫururia nevű fáraót. A Nebḫeperuré uralkodói név alapján Tutanhamonnal azonosítják. Az azonosítás bizonytalan ugyan (Ehnaton uralkodói neve Noferheperuré), de nagy valószínűséggel jó az időrend miatt. Néhány kronológiai kérdést is tisztáz, így például I. Szuppiluliumasz éppen Karkemis ostroma alkalmával értesült Nipḫuruiyaš haláláról.

## Származása
2008 és 2010 között DNS-vizsgálatokat végeztek Tutanhamonon és több más múmián, köztük máig azonosítatlanokén is. A vizsgált múmiák közt volt III. Amenhotep, Tije, Juja és Tuja (Tije szülei), két női múmia a Királyok völgye 21 sírból, a Tutanhamon sírjában (KV62) talált két halva született gyermek (akikről egy korábbi vizsgálat bebizonyította, hogy az ő gyermekei), az úgynevezett „Fiatalabb hölgy” múmia a Királyok völgye 35-ből (a mellette talált „Idősebb hölgyet” azonosították Tijeként), illetve a Királyok völgye 55-ben talált és sok vitát kiváltott múmia, amelyet azonosítottak már Ehnatonnal és Szemenkharéval is, a jelenlegi vizsgálat az előbbivel azonosítja annak alapján, hogy korát 35 és 45 év közé teszi (korábban fiatalabbnak tartották, ami kizárta volna, hogy a 17 évig uralkodó Ehnaton lehetne az). Kontrollcsoportként öt korábbi, a dinasztia elejére datálható múmiát is megvizsgáltak (Ahmesz-Nofertari, Hatsepszut, II. Thotmesz, Szitré-In és egy korábban I. Thotmesznek tulajdonított múmia).
A vizsgálat alapján a Tutanhamon családtagjainak feltételezett múmiák valóban mind közeli rokonságban álltak vele. Az eltérő allélek kizárták, hogy Tutanhamonnak III. Amenhotep lenne az apja vagy Tije lenne az anyja. III. Amenhotep 99.99999999%-os biztonsággal a KV55 múmia apja, utóbbi pedig 99.99999981%-os biztonsággal Tutanhamon apja, így a KV55-ös múmia Ehnatonnal azonosítható. A KV35 „Fiatalabb hölgy” múmiát 99.99999997%-os biztonsággal azonosították Tutanhamon anyjaként, ezenkívül Ehnaton testvére volt.
Tutanhamon nagy valószínűséggel az apja a sírjában talált két lánymagzatnak (99.97992885% illetve 99.99999299% eséllyel). A két magzat, illetve a KV21-ben talált KV21A múmia hasonlósága arra mutat, utóbbi lehetett a két gyermek anyja, emiatt feltételezetten ő Anheszenamon, Tutanhamon egyetlen ismert felesége, de ez további bizonyítást igényel.
A KV35 „Idősebb hölgy” múmiát már korábban is Tije királynéval azonosították, ez most végleges bizonyítást nyert: 99.99999929%-os biztonsággal Juja és Tuja leánya, és 99.99999964% eséllyel ő és III. Amenhotep a KV55 múmia szülei.

### Korábbi feltételezések
Sok vita folyt arról, hogy Tutanhamon az egyistenhitet, Aton kultuszát bevezető Ehnaton fáraó gyermeke volt vagy Ehnaton apjának, III. Amenhotepnek főfeleségétől, Tije királynétól, vagy egy mellékfeleségtől született fia lehetett. Az egyik vitás pont az volt, hogy nem sikerült minden kétséget kizáróan eldönteni, volt-e Ehnaton III. Amenhotep társuralkodója. Ha nem volt, vagy csak rövid ideig, úgy az idősebb fáraó csaknem egy évtizeddel Tutanhaton születése előtt halt meg, ha viszont az az elmélet igaz, hogy a két fáraó akár 12 évig is együtt uralkodhatott, úgy lett volna rá lehetőség, hogy ő legyen Tutanhamon apja. Maga Tutanhamon egy sztélén III. Amenhotepet nevezte apjának, de ez az Amarna-reformok és Ehnaton bukása után Tutanhamon legitimizációs törekvéseire is utalhat.
Anyja személyére is több jelölt volt: a legtöbb feltételezés nem a fő királynét, Nofertitit, hanem Ehnaton egyetlen, ismert másodfeleségét, Kiát tartotta Tutanhamon anyjának. Az amarnai királysír két helyiségében (alfa és gamma jelű kamrák) is ábrázolnak olyan jelenetet, amelyben egy nő a halálos ágyán fekszik; mindkét képen látható egy dajka, kisbabával a karjában. Az egyik elmélet szerint mindkét helyiségben Ehnaton és Nofertiti második lánya, Maketaton halálát ábrázolják; ez esetben feltételezhető, hogy a gyermek – akinek nevét még az ókorban kivakarták, de egy rekonstrukció alapján hímnemű névnek tűnik – Nofertiti legkisebb gyermeke és feltételezték, hogy ő Tutanhaton. Ez esetben az, hogy sehol nem ábrázolják vagy említik együtt a királyi pár többi gyermekével, annak a tradíciónak tudható be, hogy a pre-ramesszida időszakban a hercegeket sokkal ritkábban ábrázolták, mint a hercegnőket. (Más rekonstrukció szerint azonban a gyermek nőnemű, tehát nem lehet Tutanhaton.) Ha Geoffrey Martin feltételezése helyes, és a két helyiségben két különböző nő halálát ábrázolták, lehet, hogy az alfa jelű helyiségben (ahol a feliratok nem azonosítják az elhunytat) azt mutatják be, hogy Kia gyermekágyban meghalt.
A hosszú társuralkodás elméletét és III. Amenhotep apaságát támogatók körében az ifjú fáraó anyjaként Amenhotep főfelesége, Tije neve merült fel, aki ugyan ekkor már jóval negyven fölött járhatott, de szülőképesnek kellett lennie, mert a társuralkodást figyelembe vevő kronológia szerint nem sokkal korábban szülte az utolsó neki tulajdonított gyermeket, Baketaton hercegnőt. Tije egy hajfürtjét megtalálták Tutanhamon sírjában, ezt többen is bizonyítéknak tekintik arra, hogy ő lehetett az ifjú király édesanyja. A sírban azonban megtalálták számos más családtag (III. Amenhotep, Ehnaton, Szemenhkaré emléktárgyait, sőt, Meritaton nevével feliratozott tárgyakat is, valamint olyan, a családban régebb óta öröklődő tárgyakat, mint például távoli őse, III. Thotmesz vázája). Kevésbé elfogadott elmélet szerint anyja III. Amenhotep leánya, Szitamon lehetett.
Egy további lehetséges jelölt volt egy Meritré nevű hölgy, akit mindössze egy szkarabeuszon említenek „a király anyja, Meritré” néven. Mellette szerepel a szóban forgó király neve, Nebheperenré. Ez lehet Tutanhamon uralkodói neve, a Nebheperuré hibásan írt változata, de egy másik feltevés szerint II. Amenhotep nevének, az Aaheperurénak az elírása (és II. Amenhotep anyja, Meritré-Hatsepszut nevét valóban írták simán Meritréként is); ez azonban még távolabb áll a Nebheperenrétől, mint a Nebheperuré. (Számításba veendő, hogy az eredeti szkarabeusz már nincs meg, csak Auguste Mariette egy rajza a feliratról. Lehet, a másolat sikerült hibásan; ráadásul semmi sem bizonyítja, hogy a szkarabeusz Tutanhamon idejében készült, és nem sokkal később.)

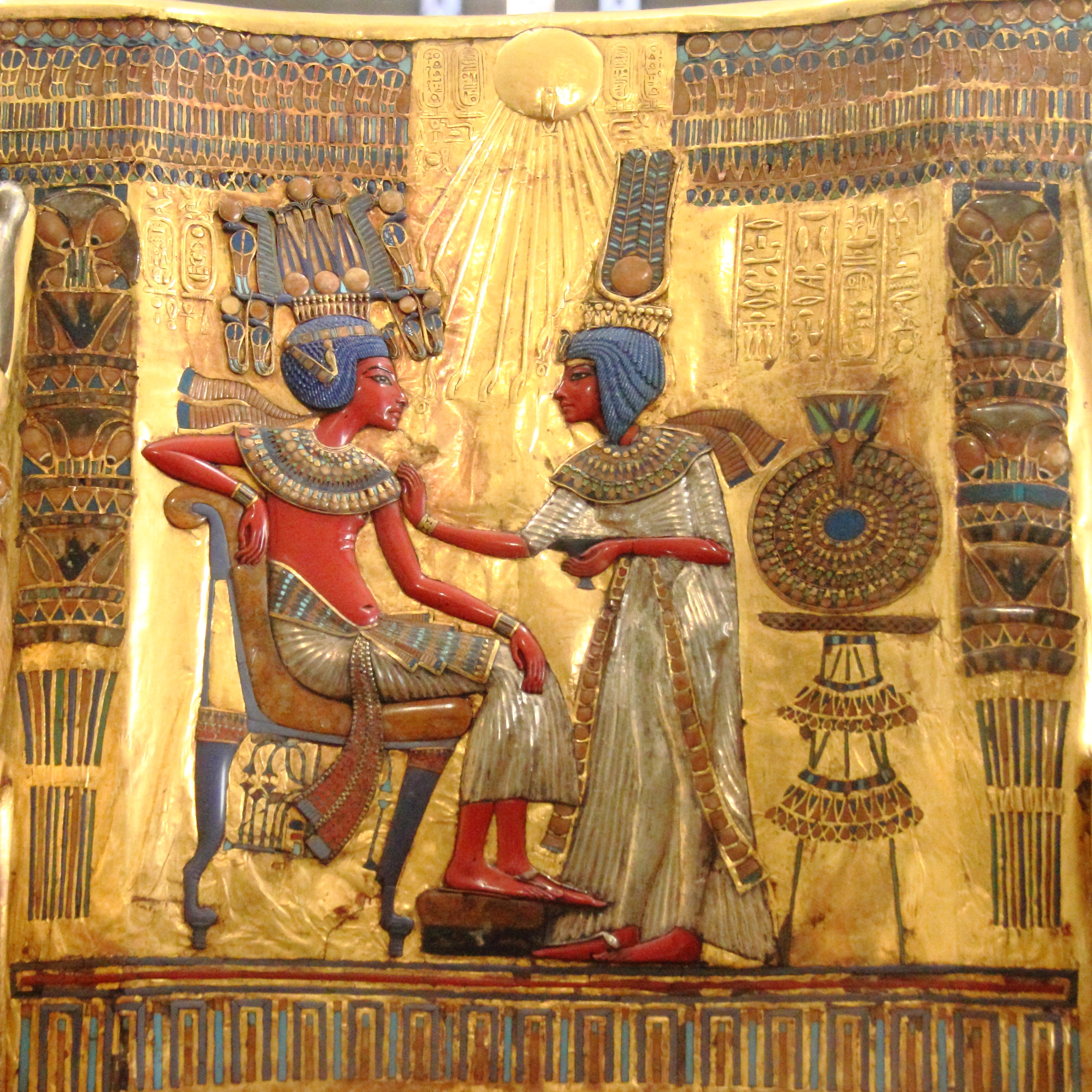
Tutanhamon aranytrónjának támlája

Egy további elméletet Dennis Forbes közölt a KMT magazin 1997 őszi számában. Itt azt a korábban nem tárgyalt feltételezést elemzi, hogy Tutanhamon szülei Ehnaton legidősebb lánya, Meritaton, és férje, Ehnaton utóda, Szemenhkaré lehetett. A Királyok völgye 55-ös sírban megtalálták egy hol Ehnatonnal, hol Szemenhkaréval azonosított fiatalember múmiáját; ez a vizsgálatok alapján annyira hasonlít Tutanhamon múmiájára, hogy feltételezhető elsőfokú rokonságuk. Szemenhkarét leggyakrabban Ehnaton öccsének tartják, de ez nem magyarázza, hogy miért ő lett a trónörökös az Ehnaton fiának tartott Tutanhaton helyett. A múmiák hasonlóságát is figyelembe véve lehet, hogy Szemenhkaré és Tutanhaton is Ehnaton öccse volt (akár ugyanazon anyától, akár mástól), de Tutanhaton Szemenhkaré fia is lehetett. (A másik lehetőség, hogy Szemenhkaré is Ehnaton fia volt, de egyesek szerint ehhez túl korán született. Azt ugyan nem tudni pontosan, hogy Ehnaton hány évesen lépett trónra, de többen valószínűtlennek tartják, hogy olyan idős fia lehetett volna, mint Szemenhkaré, aki Ehnaton tizenhét éves uralkodása után egy évvel, múmiájának vizsgálata alapján kb. 23 évesen halt meg; sehol nem is említi, hogy Ehnaton fia lenne.) Szemenhkaré egyetlen ismert felesége, Meritaton a legtöbb feltételezés szerint apja uralkodásának legelején (az első év körül) született, ami túl fiatallá teszi ahhoz, hogy a 8. és a 10. év közt született herceg anyja legyen. Meritaton születésének pontos éve ugyan nem ismert, de alakja már apja legkorábbi thébai építményein feltűnik; amennyiben csak 2–3 évvel apja trónra lépése előtt született (ami elképzelhető), a 10. évben már életet adhatott egy gyermeknek. Neve ezen felül igen hasonlít a rejtélyes Meritré nevéhez; Ré és Aton is szoláris jellegű isten volt, és Ehnaton reformjainak bukása után kívánatos lehetett az új király anyjának nevét megváltoztatni, ahogy maga Tutanhaton és felesége is elhagyta nevéből Aton nevét. Mind Szemenhkaré, mind Meritaton neve előfordul egyes, Tutanhamon sírjában talált tárgyakon. James Allen The Amarna Succession című írása szintén támogatja az elméletet, megjegyzi: az, hogy Ehnaton (mielőtt vagy miután Szemenhkaré a társuralkodója lett) feltehetőleg egyik lányát, a Nofernoferuaton néven ismert társuralkodót tette meg örökösévé, kétségessé teszi, hogy akár Szemenhkaré, akár Tutanhaton Ehnaton fia lehetett volna. Az, hogy Tutanhatont király fiaként említik, Allen szerint jelenthette akár azt is, hogy Nofernoferuaton társuralkodó gyermeke. (Amint Hatsepszutnál láthatjuk, uralkodónő feliratain is használhattak hímnemű személyes névmásokat.)

## Élete

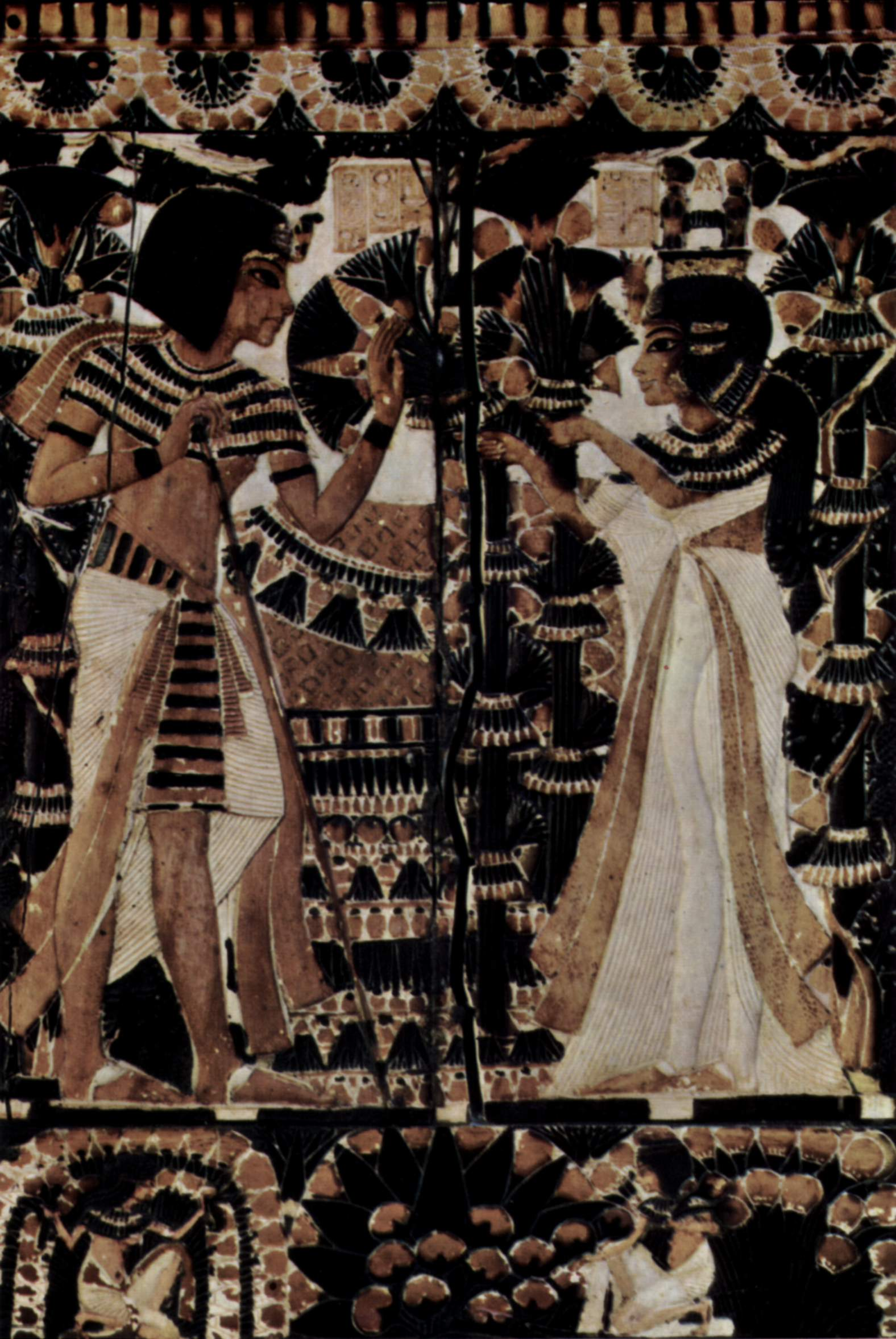
Tutanhamon és Anheszenamon

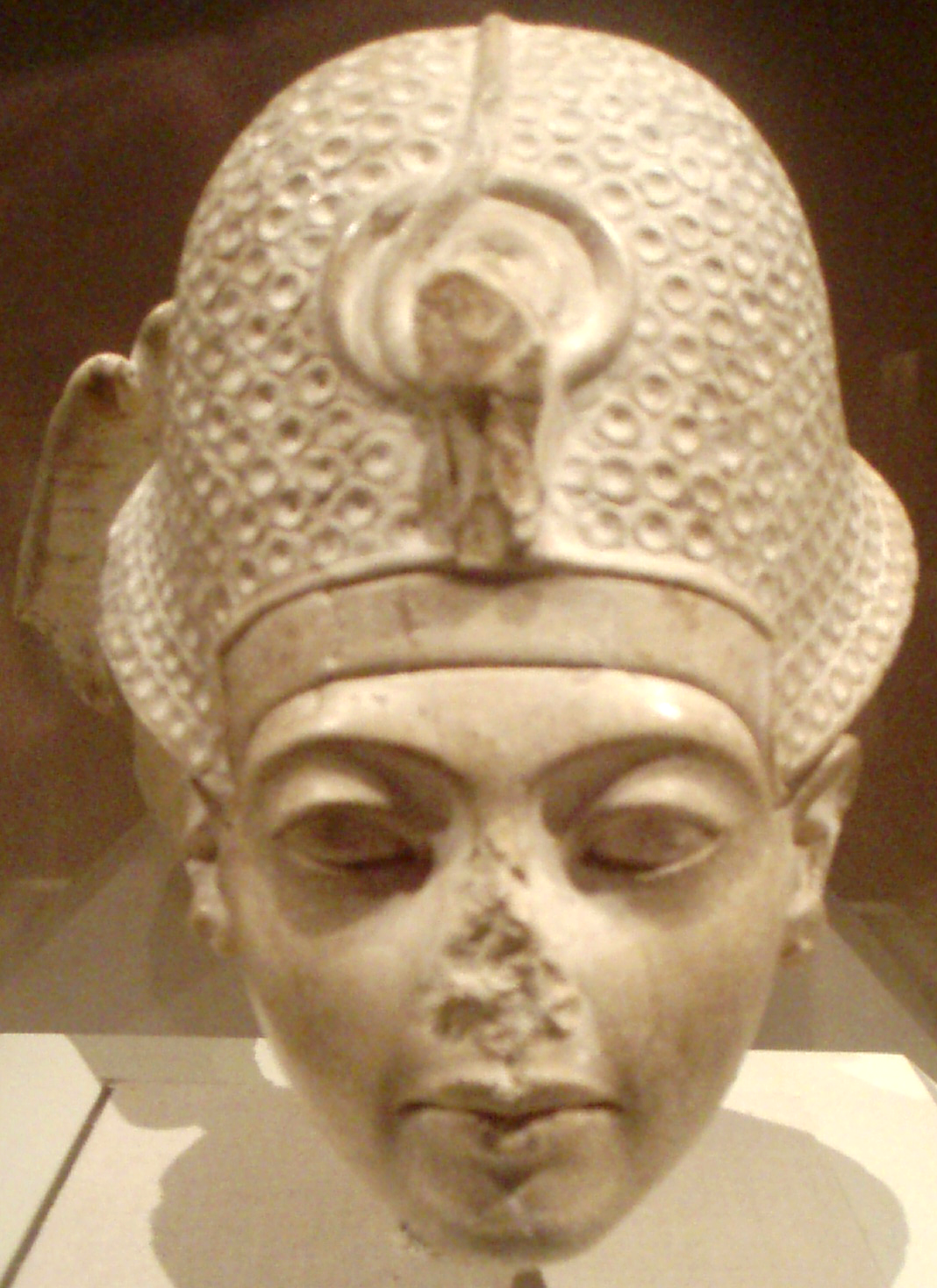
Szoborfej

### A trón előtt
Mivel múmiája vizsgálata alapján 17–19 évesen, uralkodásának tizedik évében halt meg, nagyjából Ehnaton uralkodásának 9. és 11. éve közt születhetett. Valószínűleg az Ehnaton által épített új fővárosban, Ahet-Atonban nőtt fel; itt említik is „a király vér szerinti, szeretett fia, Tutanhuaton” néven. Ugyanez a felirat már trónra lépése előtt összefüggésbe hozza későbbi Nagy királyi hitvesével, Ehnaton harmadik lányával, Anheszenpaaton hercegnővel. (Vitatott, hogy a „fia” szót itt úgy kell-e értelmezni, hogy Ehnaton fia, vagy hogy veje, bár míg a „fia” szó egyes esetekben jelenthetett vőt vagy unokát is, a „király vér szerinti, szeretett fia” kifejezés a XVIII. dinasztia idején minden esetben uralmon lévő fáraó tényleges gyermekét jelölte.)
Ahogy ebben az időben szokás volt, az ábrázolásokon a királyi családból a fáraón kívül csak a nők jelentek meg; a hercegeket nem szokták ábrázolni. Emiatt ebből az időszakból nem maradtak fenn képmásai (ugyanúgy, ahogy Ehnatonról sincs sok adat a trónra lépése előtti időkből, Szemenkharéról pedig egyáltalán nincsen).

### Uralkodása
Mikor őfelsége trónra lépett, mint király, az istenek és istennők... már-már feledésbe mentek. Kápolnáik pusztulóban voltak, s romhalmazokká lettek, benőve növényekkel... Az istenek hátat fordítottak ennek az országnak (...) Őfelsége emlékeket készített az isteneknek... Újjáépítette szentélyeiket, mint végtelen időre és örökkévalóságra szóló emlékeket. Többet adott, mint amennyi előtte volt, s túlment azon amit az ősök ideje óta tettek...
Ehnaton és utódja, a rövid életű Szemenhkaré halála után a királyi család egyetlen életben maradt férfi tagjaként Tutanhaton lett a fáraó, és feleségül vette Ehnaton harmadik lányát, Anheszenpaatont. Fiatal kora miatt Tutanhaton helyett a királyi család egyik idősebb tagja, Ay (Tije királyné testvére), valamint a hadsereg vezetője, Horemheb tábornok tartotta kezében a hatalmat. Horemheb volt a régens, ami többek között azt is jelentette, a fáraó őt jelölte ki utódjának arra az esetre, ha gyermektelenül hal meg.
Tutanhaton és Anheszenpaaton még az első években megváltoztatták nevüket Tutanhamonra és Anheszenamonra – ez is a jogaiba visszaállított régi főisten, Ámon tiszteletét tükrözte. A fáraó nevéhez hozzákerült a „déli Héliopolisz uralkodója” cím is, ami Ámon kultuszközpontjára, Karnakra utalt. A királyi székhely Ahet-Atonból Memphiszbe került, Théba pedig újra az ország vallási fővárosa lett. Ahet-Atont valószínűleg Horemheb javaslatára hagyták el, mert később ún. koronázási feliratán beszámol róla, hogy ő javasolta a költözést, amikor „kitört a zűrzavar a palotában”. Az udvart már Tutanhamon uralkodása legelején elköltöztethették – egyrészt, mivel az Ahet-Atonban fellelt, ún. Amarna-levelek közül csak egy szólt bizonyíthatóan neki, másrészt első ediktumát, a Restaurációs sztélére vésett nyilatkozatot a fáraó már Memphiszben adta ki, ahol az I. Thotmesz által építtetett palotaegyüttesben lakott. (A memphiszi palotát időnként Ehnaton is használhatta, mert 1916-ban megtalálták ott Nofertiti egy szobrának fejét, de nem ez az épület volt a fő rezidenciája). Újra megnyitották a városhoz tartozó szakkarai temetőt is, és több fontos tisztségviselő, köztük Horemheb és Maja itt építtetett sírt.

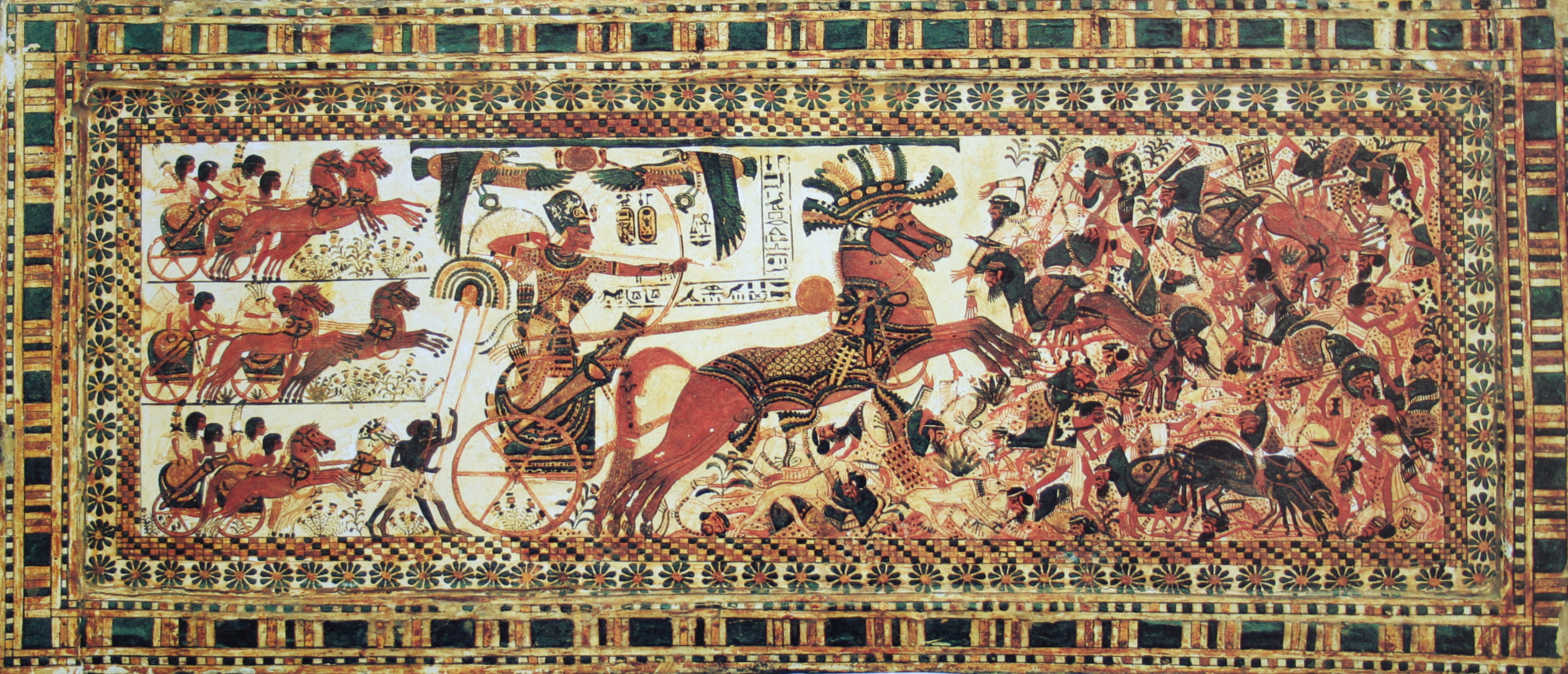
Tutanhamon harci kocsin

Horemheb és Ay irányítása alatt a hivatalos kultuszokban az uralkodók visszatértek a régi istenek tiszteletéhez. A kor legfontosabb dokumentuma az ún. Restaurációs sztélé, amit Karnakban állítottak fel. A Tutanhamon uralkodásának első évére keltezett sztélé beszámol arról, hogy az Amarna-kor után helyreállították a régi hitet: az elhanyagolt templomokat az egész országban felújíttatták és ellátták mindennel; a papok visszakapták régi kiváltságaikat, új papokat neveztek ki. Mindehhez a korábban az Aton-templomokhoz befolyt adóra is szükség volt. Ezt Maja kincstárnok vezetésével hajtották be; ő volt a felelős azért is, hogy Thébában, majd Ahet-Atonban is elkezdték Ehnaton építményeinek bontását, többek közt a karnaki Gempaaton-komplexumot is.
Tutanhamon több nagy építkezést kezdett Thébában; a luxori templomban ő díszíttette III. Amenhotep nagy oszlopcsarnokát – többek közt egy Opet-ünnep jeleneteivel. Egy, az ifjú fáraó arcvonásait viselő szfinx ma is látható a karnaki nagy Ámon-templom első udvarán, a hármas szentéllyel szemben, a hatodik udvarban pedig Ámonnak és Amaunetnek emelt szobrot. Halotti templomának pontos helyét egyelőre nem ismerjük, de főpapjának és egy uab-papjának nevét ismerjük, és ez bizonyítja a templom létét. A templom Medinet Habu szomszédságában állhatott, és valószínűleg Horemheb uralkodása alatt bontották el. Tutanhamonnak két, újra felhasznált kolosszusa is innen került elő.
Kisebb építkezéseket Núbiában kezdett: a Nílus nyugati partján, Abu Szimbeltől nem messze, Farasznál állt egy mára megsemmisült kis templom (egykori helyét ma a Nasszer-tó vize fedi). Építkezett Kawában is.
Tutanhamon uralkodása alatt Egyiptom kezdett újra több figyelmet fordított a külügyekre. Horemheb valószínűleg már az első években harcolt az egyre erősödő hettitákkal, mert ebben az időben díszített memphiszi sírjának egy felirata megemlíti, hogy nevét a hettiták földjén is ismerték. A hatalmi egyensúlyon azonban nem sikerült változtatnia: Egyiptom megtartotta ugyan a vazallus Kinahhit (Kánaánt, a későbbi Palesztinát) és Libanont, de a hettita feljegyzések Amka elfoglalásáról számolnak be. Az egyiptomiak válaszul elfoglalták Kádest és lázadást szítottak a hettita függőség alatt álló déli területeken, de a hettiták már a következő évben visszafoglalták elvesztett területeiket.
Núbiában viszont Egyiptomnak sikerült megerősítenie a hatalmát. Uralkodása utolsó éveiben maga a fáraó is részt vehetett valamelyik hadjáratban; az is elképzelhető, hogy egy csatában szerzett sebébe halt bele.

### Halála

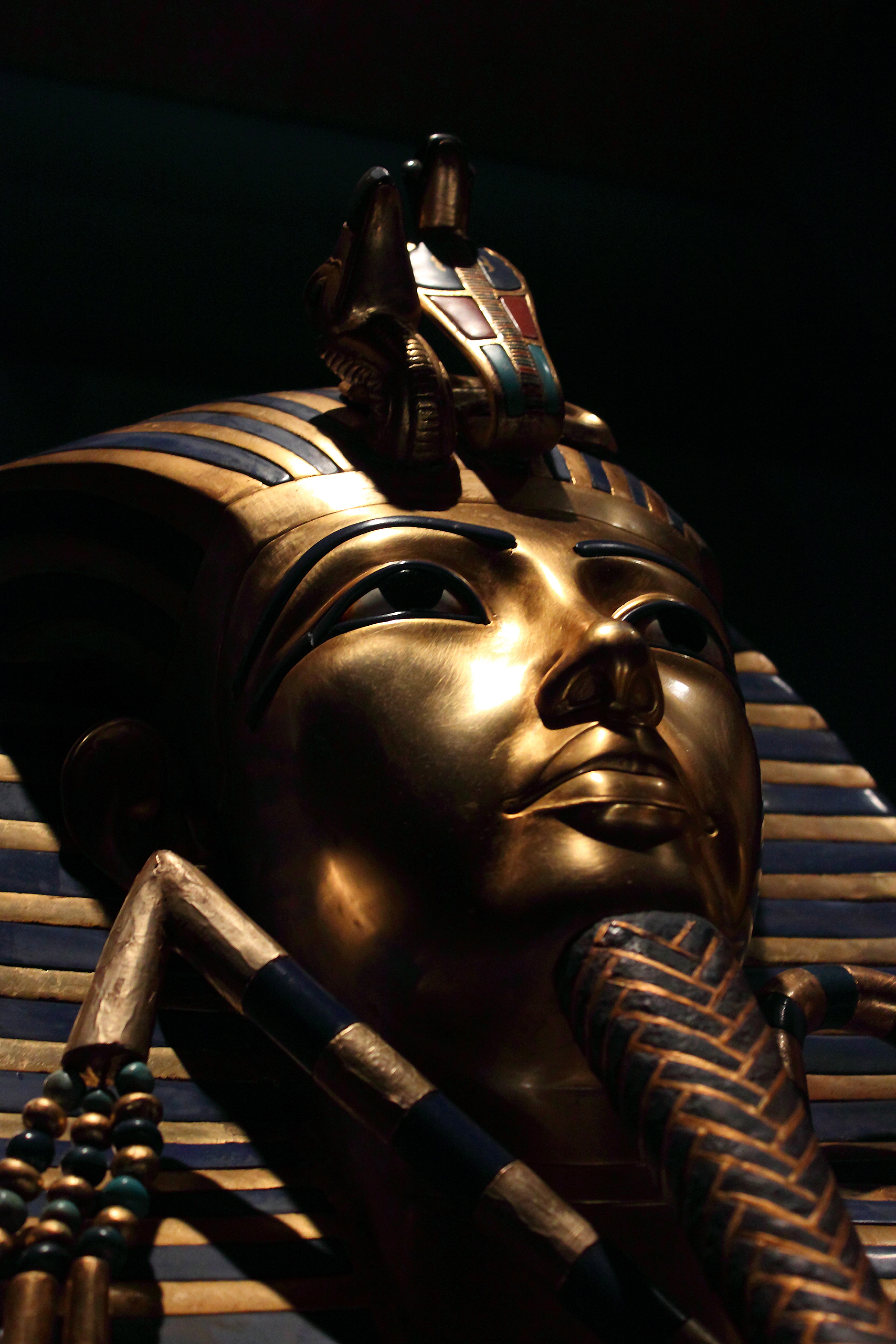
Tutanhamon belső koporsójának másolata egy kiállításon

Uralkodásának tizedik évében a fiatal fáraó elhunyt. Halálának okáról számos feltételezés született, melyek nagy része a múmián található sérülések természetéből fakad: felvetették, hogy a fáraó esetleg gyilkosság áldozata lett, de a 2005-ben elvégzett vizsgálatok alapján halálát csonttörés következményei okozták. A 2008 és 2010 között elvégzett vizsgálatok azt is megerősítették, hogy maláriában szenvedett, ami hozzájárulhatott halálához. Német tudósok szerint viszont sarlósejtes anémiában (vérszegénységben) hunyt el.
A dinasztia Tutanhamonnal férfiágon kihalt, feleségével, Anheszenamonnal pedig leányágon is. Élő gyermekeik nem születtek, csak két koraszülött leánycsecsemőről tudunk, akiknek bebalzsamozott testét megtalálták apjuk sírjában. Egyikük a terhesség 4., másikuk a 7. hónapjában születhetett holtan. Korábban Christiane Desroches Noblecourt feltételezte, hogy az újjászületéssel kapcsolatos vallási szempontból helyeztek két magzatot – nem feltétlenül az elhunyt király gyermekeit – a sírba, de a 2008-as DNS-vizsgálatok megerősítik, hogy Tutanhamon gyermekei voltak.
Nincs adat arról, hogy a királyi dinasztia közvetlen leszármazottjai közül bárki is élt volna még. Elképzelhető, hogy Anheszenamon férje halála után tett egy sikertelen kísérletet arra, hogy a Hettita Birodalommal szövetkezve megtartsa a hatalmat – a hettitáknál fennmaradt egy levél, melyben Egyiptom Dahamunzu néven említett özvegy királynéja I. Suppiluliumasz hettita király egyik fiát kérte férjül, ezt a levelet a legtöbb feltételezés szerint Anheszenamon írta –, a herceget azonban az Egyiptomba vezető úton meggyilkolták. Ezután Ay ült a trónra, annak ellenére, hogy a jelek arra mutatnak, Tutanhamon Horemhebet szánta örökösének arra az esetre, ha utód nélkül hal meg. Horemheb csak négy évvel később, Ay halála után lépett trónra, és a III. Amenhotepet követő négy fáraó emlékét – köztük Tutanhamonét is – igyekezett kitörölni az emlékezetből, felirataikat eltüntette, uralkodási éveiket a királylistákon a sajátjához adta hozzá. Ez az évezredeken át tartó elfeledettség is hozzájárulhatott ahhoz, hogy Tutanhamon sírját kifosztatlanul találták meg a 20. század elején.

## Sírja és múmiája

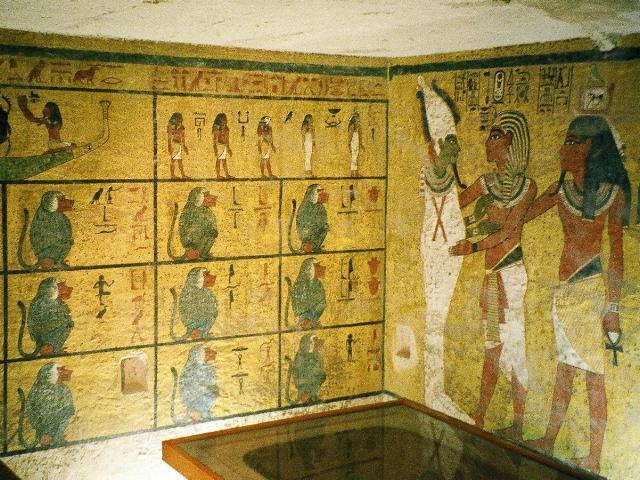
A sírkamra falának díszítése

Tutanhamon Királyok völgye-beli sírja régészeti szenzáció, a 20. századig szinte az egyetlen érintetlenül fennmaradt fáraósír. A sírba az ókorban betörtek ugyan, mégis a benne elhelyezett tárgyak nagy része megmaradt, köztük a fáraó szarkofágja is, benne a múmiával. A sírt 1922. november 4-én a brit Howard Carter találta meg több évnyi kutatás után. A felfedezésnek köszönhetően az addig szinte ismeretlen fáraó Egyiptom egyik leghíresebb történelmi személyévé vált, sírkincsei több darabja, közte az aranymaszk, a legismertebb ókori műkincsek közé tartoznak. Nicholas Reeves angol egyiptológus szerint a maszk eredetileg Nofertitinek készült.
Tutanhamon sírja fáraósírhoz képest nem túl nagy, eredetileg magánszemély számára készülhetett. Egy folyosóból, egy előtérből, az ebből nyíló sírkamrából és két mellékkamrából áll. A dinasztia hagyományainak megfelelően a sír tengelye az előtérnél elfordul, és a sírkamra nem egyenes irányban folytatása a sírnak, hanem arra merőleges tengelyű. Csak a sírkamra falait díszítették.
A múmiát gránitfedelű homokkőszarkofágban, azon belül három egymásba helyezett koporsóban találták, a koporsók közül a két külső aranyozott fából, a középső színaranyból készült, és mindet istenek képei díszítették. A legbelső koporsót 1925. október 28-án nyitották fel. A fáraó arcára gyönyörű aranymaszkot helyeztek, a múmiapólyákba pedig különféle amuletteket rejtettek. Maga a múmia meglehetősen rossz állapotban volt a balzsamozáskor használt olajok túlzott alkalmazása miatt: a nedvességtől a külső múmiapólyák elszenesedtek, és ragacsos fekete kenőcsöt alkottak, melyektől a múmia a maszkhoz és a koporsóhoz ragadt.
Tutanhamon jelenleg is sírjában nyugszik, üvegvitrinben. 2007. november 4-én, 85 évvel a sír felfedezése után helyezték át ide kőszarkofágjából, hogy a sírt látogató turisták okozta pára és meleg ne tegyen kárt benne.

## A múmia vizsgálatai

### Carter vizsgálatai
A testet elsőként Carter csapata vizsgálta meg az 1920-as években, de őket inkább a múmiára tett amulettek és ékszerek érdekelték. Mivel ezek a tárgyak (és a híres aranymaszk is) több helyen beleragadtak a balzsamozáskor használt kenőcsökbe, a régészek feldarabolták a múmiát, az aranymaszkot pedig felhevített késsel vágták le róla. A múmiát 1926-ban visszahelyezték a szarkofágba, azóta háromszor emelték ki, hogy röntgenvizsgálatnak vessék alá: 1968-ban a Liverpooli Egyetem tudósai, 1978-ban a Michigani Egyeteméi, végül 2005-ben egyiptomi tudósok, Dr. Zahi Hawass vezetésével. Ekkor komputertomográfiás vizsgálatra is sor került.
Carterék vizsgálatai alapján a múmia 1,635 m magas, életében Tutanhamon ennél kb. 2,5 cm-vel magasabb lehetett. Dr. Derry, Carter segédje a múmia kibontásakor úgy becsülte, a fáraó 17 és 19 éves kora közt hunyhatott el. A múmiát a vizsgálatok után visszacsomagolták és a külső koporsóba helyezték.

### 1968-as vizsgálatok
1968-ban egy brit tudóscsoport a Liverpooli Egyetemről újra felnyitotta a szarkofágot, hogy röntgenvizsgálatokat végezzen a múmián. Ekkor kiderült, hogy a balzsamozáskor a bordák nagy részét eltávolították, az agy folyósításában és eltávolításában segítő folyadékot pedig kétszer is befecskendezték a koponyába: egyszer, amikor a múmia fekvő helyzetben volt, és egyszer, mikor fejjel lefelé lógott. Tutanhamoné az egyetlen olyan fáraómúmia, amelynél ezt a technikát alkalmazták. A vizsgálatok megerősítették a fáraó életkorának becslését.
Az 1968-as röntgenképek a koponya hátulján alul egy ütés hatására kialakult hematómára utaló sötét foltot mutattak. Ez a feltételezett sebesülés több elméletnek adott tápot: okozhatta Tutanhamon halálát, de mivel már megindult a csontnövekedés a sérülésnél, a fáraónak sebesülése után több hónapig kellett élnie. A sérülés származhatott balesetből, de okozhatta merénylet is. Lehetséges elkövetőként Ayra és/vagy Horemhebre is gyanakodtak. A röntgenvizsgálatnál a koponyaüregben észrevettek egy kis, letört csontdarabot is. Lehetségesnek tartották, hogy ez a fejsérüléskor válhatott le, de ebben az esetben aligha maradhatott volna a koponyában, amikor balzsamozáskor az agyat a szokásnak megfelelően eltávolították. Valószínűbb, hogy a balzsamozás közben tört le.

### 2005-ös vizsgálatok
2005. március 8-án Zahi Hawass közzétette a legújabb vizsgálatok eredményét. A tizenöt perces komputertomográfiás vizsgálat során körülbelül 1700 kép készült a múmiáról. Ezúttal sem a koponyát ért ütésre, sem más gyanús körülményekre utaló nyomokat nem találtak, a koponyacsontban volt ugyan egy fúrt lyuk, de valószínűleg a balzsamozás során keletkezett. Úgy tűnik, Tutanhamon halála előtt pár nappal eltörte a lábát, mert bal combján erre utaló nyomokat találtak. A 2005-ös vizsgálatok végkövetkeztetése szerint Tutanhamon halálát lábtörés utáni üszkösödés okozta, a lábát pedig úgy törte el, hogy lezuhant valahonnan, talán egy kocsiról, vagy talán csata közben sebesült meg (mivel medencetörésre utaló nyomokat nem találtak).
A vizsgálat megcáfolta azt is, hogy Tutanhamonnak gerincferdülése lett volna: a gerincet hajlottnak találták ugyan, de ez valószínűleg a balzsamozás során keletkezett. Dr. Hawass azonban megjegyezte, hogy a KV55-ös sírban talált múmia, mely esetleg Tutanhamon apjáé, és sok hasonlatosságot mutat Tutanhamon múmiájával, szintén mutatja gerincferdülés nyomait. (A KV55 múmiáról a 2010-es DNS-vizsgálat során kiderült, hogy valóban Tutanhamon apjáé.)
Az új vizsgálatok megerősítették, hogy Tutanhamon körülbelül tizenkilenc évesen halt meg, élete során jó egészségnek örvendett, és kb. 170 cm magas volt. Metszőfogai nagyok és kissé kiállóak voltak, ami jellemző dinasztiája más tagjaira is. Koponyáját enyhén nyújtottnak találták, de még a normális határokon belül; ez alapján úgy tűnik, hogy az Amarna-kori művészetnek az a jellegzetessége, hogy a királyi családtagokat nyújtott koponyával ábrázolják, egy családi vonás túlhangsúlyozása, nem betegség jele.
A múmia rossz állapota ellenére nyilvánvaló, hogy gondosan jártak el a balzsamozásnál: ötféle különböző balzsamozóanyag nyomait találták meg, ezekkel a testet a balzsamozás különböző szakaszaiban kezelték. Ez megcáfolja a korábbi feltételezést, hogy a királyt sietve balzsamozták be. 2006 novemberében egyiptomi radiológusok azt is kijelentették, hogy Tutanhamon magasabb lehetett, mint eddig gondolták, kb. 180 cm.
2005-ben három tudóscsoport (egyiptomi, francia és amerikai) a National Geographic Societyvel együttműködésben elkészítette Tutanhamon élethű képmását. A szilikonszoborhoz a vizsgálatok biztosították az adatokat: az egyiptomiak az 1700 CT-kép alapján dolgoztak, a franciák és amerikaiak ez alapján készítették el a rekonstrukciót. Az amerikaiak a munka során nem tudták, kinek a szobrát készítik el.

### 2008–2010-es DNS-vizsgálatok
A DNS-vizsgálatok a fáraó családi kapcsolatai megállapításán kívül a múmiák egészségi állapotával is foglalkoztak. Tutanhamonnak dongalába volt (hogy nehézségei lehettek a járással, azt korábban is feltételezték, többek közt a sírjában talált sétapálcák nagy száma, illetve ábrázolásai alapján, ahol botra támaszkodik, és még vadászat közben is ülve ábrázolják). Ezenkívül farkastoroktól is szenvedett. Szokatlan fejformája azonban családi vonásnak tűnik, nem rendellenesség és nem is rituális fejtorzítás eredménye. Egy korábbi feltételezés szerint az Amarna-kori művészet sajátosságait az okozhatta, hogy Ehnaton és más családtagjai Marfan-szindrómások voltak, a genetikai vizsgálatok azonban nem találták ennek nyomát.
Nyilvánvaló, hogy a Tutanhamont megelőző pár nemzedékben rendellenességek halmozódtak fel, még bizonyításra vár, hogy ez a gyakori családon belüli házasodás eredménye-e. A gerinc és láb elváltozásai a távoli rokon kontrollcsoportban is gyakoriak, ami valószínűtlenné teszi, hogy örökletesek lettek volna.
Tutanhamon, Juja, Tuja és a korábban I. Thotmesznek tartott múmia vizsgálatakor is kimutatták a trópusi malária kórokozóját (Plasmodium falcifarum). Ez a betegség hozzájárulhatott a fáraó halálához. Sírjában nagy mennyiségben találtak olyan korabeli gyógykészítményeket, melyek a malária tüneteinek (pl. láz, hidegrázás, fájdalmak) kezelésére voltak használatban.

## Tutanhamon a populáris kultúrában
Sírjának és a köré szövődő „a fáraó átka”-legendának köszönhetően Tutanhamon a világ legismertebb fáraója, így a populáris kultúrában is gyakran előfordul. Számos horrorfilmet, amelyben bosszúszomjas múmia szerepel, a sír felfedezése ihletett.
Alakja több regényben is előfordul, többek közt:
- Paul Doherty trilógiájában: Gonosz árny Nyugat felől (2003; magyarul megjelent: 2004), A hiénák éve (2005), A kobra éve (2005, magyarul 2006)
- Lynda Robinson egy történelmi regénysorozatának főszereplője
- Pauline Gedge A tizenkettedik átváltozás című regényében
- Anthony Holmes Tutankhamun – Speak My Name című regényében (2005)
- Andreas Schramek A sólyomisten országában regénytrilógiájának (amely az Amarna-korral foglalkozik) harmadik kötete a Tutankhamon címet viseli (2005)

A Discovery Kids Tutenstein című sorozatában a főszereplő, egy tízévesen mumifikált és feltámadt fiú alakját róla formálták.
Az utóbbi években gyakran felmerülő kérdés, hogy az ókori egyiptomiaknak milyen volt a bőrszínük, őt is érintette. Bár arcát a múmia alapján sikerült rekonstruálni, bőrszínét nem lehet, ami ugyanis a korabeli ábrázolásokat illeti, a bőrszínnek gyakran rituális jelentősége volt (Oziriszt például a gabonára emlékeztető zöld bőrszínnel ábrázolták, Ahmesz-Nofertarit a termékeny föld színére emlékeztető feketével, akkor is, amikor mellette álló családtagjait világos bőrrel). Terry Garcia a National Geographic képviseletében azt nyilatkozta azoknak, akik az újságban megjelent Tutanhamon-ábrázolás bőrszíne miatt tiltakoztak:
„A bőrszín bármilyen lehetett. Mint tudjuk, ma az észak-afrikaiak bőrszíne széles skálát felölel, a világostól a sötétig. Ebben az esetben közepesen sötét bőrszínt választottunk, és nyíltan ki is mondjuk: ez a középút. Sosem fogjuk teljes bizonyossággal megállapítani, milyen volt bőrének pontos árnyalata vagy szeme színe. […] Talán a jövőben másképp dől majd el ez a kérdés.”

## Titulatúra
A fáraók titulatúrájának magyarázatát és történetét lásd az Ötelemű titulatúra szócikkben.
| G5 |

| G5 |

| E1 · D40 | t | G43 | t | F31 | s | t | G43 | Z3 |

| E1 · D40 | t | G43 | t | F31 | s | t | G43 | Z3 |

| E1 · D40 | t | G43 | t | F31 | s | t | G43 | Z3 |

| E1 · D40 | t | G43 | t | F31 | s | t | G43 | Z3 |

| G5 |

| G5 |

| E1 · D40 | t | G43 | t | F31 | s | t | G43 | Z3 |

| E1 · D40 | t | G43 | t | F31 | s | t | G43 | Z3 |

| E1 · D40 | t | G43 | t | F31 | s | t | G43 | Z3 |

| E1 · D40 | t | G43 | t | F31 | s | t | G43 | Z3 |

| G16 |

| G16 |

| nfr | O4 · p | G43 | M40 | Z3 | s | W11 · r | V28 | D36 · N17 · N17 | N21 · N21 |

| nfr | O4 · p | G43 | M40 | Z3 | s | W11 · r | V28 | D36 · N17 · N17 | N21 · N21 |

| wr | aH | pr | Z1 | i | mn · n |

| wr | aH | pr | Z1 | i | mn · n |

| nb · r | Dr · r | A41 |

| nb · r | Dr · r | A41 |

| G16 |

| G16 |

| nfr | O4 · p | G43 | M40 | Z3 | s | W11 · r | V28 | D36 · N17 · N17 | N21 · N21 |

| nfr | O4 · p | G43 | M40 | Z3 | s | W11 · r | V28 | D36 · N17 · N17 | N21 · N21 |

| wr | aH | pr | Z1 | i | mn · n |

| wr | aH | pr | Z1 | i | mn · n |

| nb · r | Dr · r | A41 |

| nb · r | Dr · r | A41 |

| G8 |

| G8 |

| U39 | N28 · Z2 | O34 | R4 · t · p | R8A |

| U39 | N28 · Z2 | O34 | R4 · t · p | R8A |

| HqA | q · Y1 | mAat | s | Htp · t · p | R8A |

| HqA | q · Y1 | mAat | s | Htp · t · p | R8A |

| w | T · z | U39 | xa · Z2 | i | t · f | A41 · f | C2 |

| w | T · z | U39 | xa · Z2 | i | t · f | A41 · f | C2 |

| U39 | xa · Z2 | Tz · z | tA · tA | m |

| U39 | xa · Z2 | Tz · z | tA · tA | m |

| G8 |

| G8 |

| U39 | N28 · Z2 | O34 | R4 · t · p | R8A |

| U39 | N28 · Z2 | O34 | R4 · t · p | R8A |

| HqA | q · Y1 | mAat | s | Htp · t · p | R8A |

| HqA | q · Y1 | mAat | s | Htp · t · p | R8A |

| w | T · z | U39 | xa · Z2 | i | t · f | A41 · f | C2 |

| w | T · z | U39 | xa · Z2 | i | t · f | A41 · f | C2 |

| U39 | xa · Z2 | Tz · z | tA · tA | m |

| U39 | xa · Z2 | Tz · z | tA · tA | m |

| M23 | L2 |

| M23 | L2 |

| N5 | L1 | Z2 · V30 |

| N5 | L1 | Z2 · V30 |

| N5 | L1 | Z2 · V30 |

| N5 | L1 | Z2 · V30 |

| N5 | L1 | Z2 · V30 |

| N5 | L1 | Z2 · V30 |

| N5 | L1 | Z2 · V30 |

| N5 | L1 | Z2 · V30 |

| M23 | L2 |

| M23 | L2 |

| N5 | L1 | Z2 · V30 |

| N5 | L1 | Z2 · V30 |

| N5 | L1 | Z2 · V30 |

| N5 | L1 | Z2 · V30 |

| N5 | L1 | Z2 · V30 |

| N5 | L1 | Z2 · V30 |

| N5 | L1 | Z2 · V30 |

| N5 | L1 | Z2 · V30 |

| G39 | N5 | \| \| |
|     |    |       |

|  |

| G39 | N5 | \| \| |
|     |    |       |

|  |

| i | mn · n | t | w | t | S34 | HqA | iwn | Sma |

| i | mn · n | t | w | t | S34 | HqA | iwn | Sma |

| i | mn · n | t | w | t | S34 | HqA | iwn | Sma |

| i | mn · n | t | w | t | S34 | HqA | iwn | Sma |

| i | mn · n | t | w | t | S34 | HqA | iwn | Sma |

| i | mn · n | t | w | t | S34 | HqA | iwn | Sma |

| i | mn · n | t | w | t | S34 | HqA | iwn | Sma |

| i | mn · n | t | w | t | S34 | HqA | iwn | Sma |

| G39 | N5 | \| \| |
|     |    |       |

|  |

| G39 | N5 | \| \| |
|     |    |       |

|  |

| i | mn · n | t | w | t | S34 | HqA | iwn | Sma |

| i | mn · n | t | w | t | S34 | HqA | iwn | Sma |

| i | mn · n | t | w | t | S34 | HqA | iwn | Sma |

| i | mn · n | t | w | t | S34 | HqA | iwn | Sma |

| i | mn · n | t | w | t | S34 | HqA | iwn | Sma |

| i | mn · n | t | w | t | S34 | HqA | iwn | Sma |

| i | mn · n | t | w | t | S34 | HqA | iwn | Sma |

| i | mn · n | t | w | t | S34 | HqA | iwn | Sma |